# Polärdiagram

Polärdiagram här för att visa intensiteten av ljud mätt i decibel i olika riktningar från en ljudkälla

Polärdiagram är en typ av diagram som visar intensiteten av en kraft i olika riktningar, 360 grader. 
Ett exempel på användning är för att visa ljusflödets intensitet i en bestämd riktning från en ljuskälla, där intensiteten visas i 
candela (cd) eller kilolumen (klm). Ljusdatan kan användas som belysningsplanering i ett ljusberäkningsprogram. Armaturfabrikanter redovisar ljusfördelning kurvorna på armaturerna för att visa hur ljusstyrkan varierar runt en armatur. Detta innebär att man enklare kan välja en belysningsarmatur med rätt ljusflöde till projektet.